# Дошкільний вік

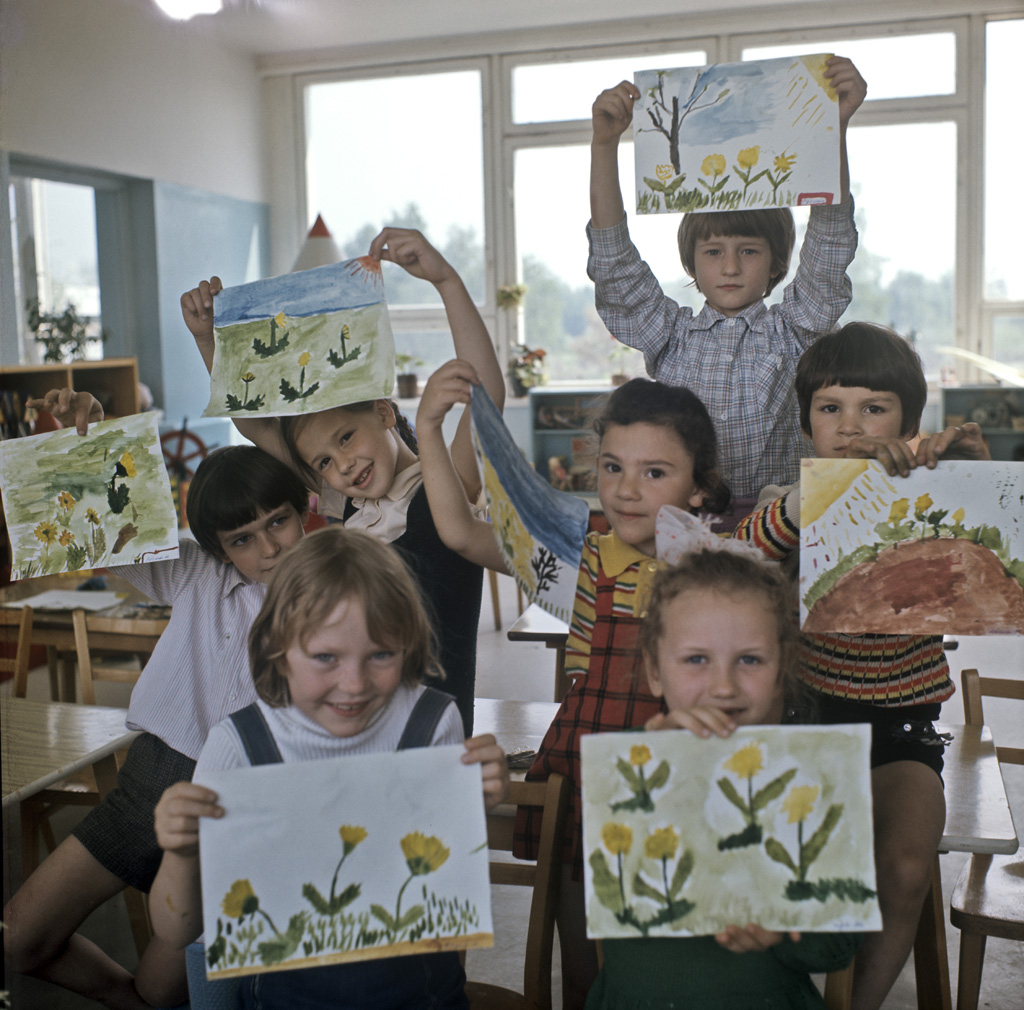
Діти дошкільного віку

Дошкільний вік — період життя дитини від трьох до шести (семи) років. Виділяють два основні етапи дошкільного віку: молодший (3—5 років) та старший (5—6(7) років).
Сучасні наукові підходи до дошкільної освіти враховують збалансовану структуру розвитку, оскільки паспортний вік не завжди є надійним критерієм рівня розвитку. Важливо аналізувати зв'язок вікових меж із закономірностями розвитку дитини, оцінюючи не лише паспортний, але й фізіологічний, психологічний та соціальний вік.

## Молодший дошкільний вік
У молодшому дошкільному віці триває розвиток систем організму: збільшується маса тіла, зростає сила і працездатність м'язів. Відбувається вдосконалення координації рухів, орієнтації у просторі, інтенсифікуються моторні функції, що потребує значно більшої рухової активності.
Новоутворення молодшого дошкільного віку:
- Елементарне уявлення про світ (цілісна картина світу).
- Усвідомлення власного внутрішнього світу.
- Формування цілеспрямованої поведінки.
- Здатність до емоційного та інтелектуального передбачення.
- Опановування соціальними нормами та правилами поведінки.
- Виникнення елементарних форм творчості.

На початку молодшого дошкільного віку формуються передумови соціальної ситуації розвитку: дитина виходить за межі вузького сімейного кола, налагоджуючи стосунки зі сторонніми людьми. Це визначає її основний життєвий контекст. Протягом цього періоду активно розвивається сюжетно-рольова гра, що моделює світ дорослих. Дитина поступово опановує ігрові дії та рольову поведінку, ускладнюючи зміст гри, розширюючи сюжетні лінії та збільшуючи кількість учасників. Важливою є поява предметів-замінників, що дозволяють дитині вільніше виражати уявлення про світ.

## Старший дошкільний вік
У старшому дошкільному віці завершується формування скелета, збільшуються силові показники, покращується координація різних м'язових груп, формується правильна постава.
Розвиток емоційно-вольової сфери:
- З'являються прийоми саморегуляції та способи самостійної поведінки.
- Розвивається почуття обов'язку та відповідальності.
- Підвищується ініціативність у діях.
- Формується здатність до повноцінного спілкування.
- З'являється вміння підпорядковувати свої дії словесно сформульованим завданням, хоча воля ще недосконала.

Дитина старшого дошкільного віку ще не здатна до тривалих зусиль, часто діє імпульсивно, вирішуючи завдання під впливом безпосередньо сприйнятої ситуації. На цьому етапі розвитку дитина прагне до соціальної інтеграції, що виражається у стабілізації стосунків з однолітками та формуванні дитячого колективу (так зване «дитяче суспільство»). Ігри все більше наближаються до життєвих контекстів, урізноманітнюються способи побудови сюжету, розвиваються навички самоорганізації, планування та здійснення контрольних і оцінних дій. Завдяки цьому формуються соціально значущі якості особистості.
Наприкінці дошкільного віку дитина здатна керувати своєю поведінкою, спираючись на внутрішню мову та раціональні дії. Здатність до саморегуляції свідчить про завершення дошкільного розвитку та кризу 6-ти (7) років.